# 卢埃尔
卢埃尔（法語：Louerre，法語發音：[lwɛʁ] ⓘ）是法国曼恩-卢瓦尔省的一个旧市镇，属于索米尔区。2016年1月1日，卢埃尔和相邻的另外2个市镇合并为新市镇蒂法兰（Tuffalun）。

## 地理
卢埃尔（47°17'47"N, 0°19'27"W）面积14.44 平方千米，位于法国卢瓦尔河地区大区曼恩-卢瓦尔省，该省份为法国西部内陆省份，大致对应安茹地区，北起顺时针与马耶讷省、萨尔特省、安德尔-卢瓦尔省、维埃纳省、德塞夫勒省、旺代省、大西洋卢瓦尔省和伊勒-维莱讷省接壤。
与卢埃尔接壤的市镇（或旧市镇、城区）包括：蒂法兰、热讷-瓦勒德卢瓦尔、格雷济耶、卢雷斯-罗什默尼耶、努瓦扬拉普莱讷、索尔热洛皮塔勒。

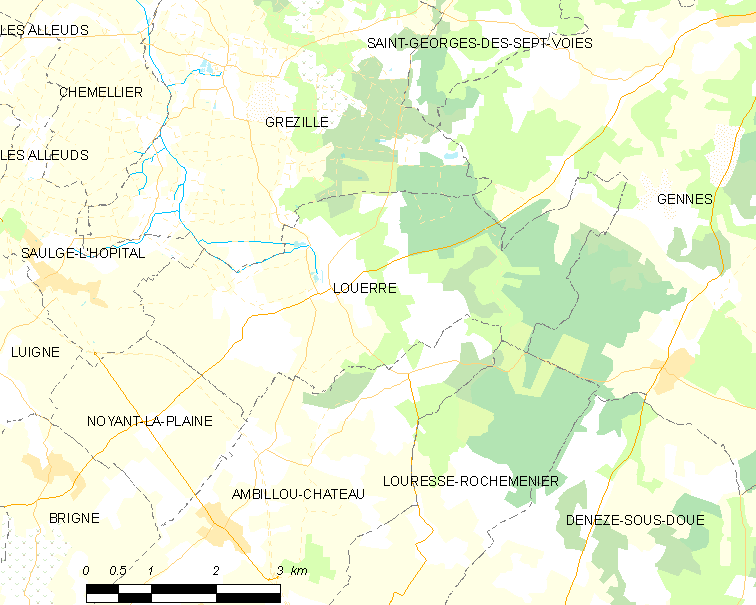
卢埃尔的OSM定位图

卢埃尔的时区为UTC+01:00、UTC+02:00（夏令时）。

## 行政
卢埃尔的邮政编码为49700，INSEE市镇编码为49181。

## 政治
卢埃尔所属的省级选区为安茹地区杜埃县。

## 人口

1962-2008年间卢埃尔人口变化图示

卢埃尔于2018年1月1日时的人口数量为469人。